# Pseudomaenas tricolor
Pseudomaenas tricolor là một loài bướm đêm trong họ Geometridae.